# Juli (Perù)
Juli è la capitale della provincia di Chucuito nota come la “Roma d'America” e si trova nella parte occidentale del lago Titicaca a una quota di 3.884 metri sul livello del mare e a 79 km dalla città di Puno.